# 市川右近 (2代目)
二代目 市川 右近（いちかわ うこん、2010年〈平成22年〉4月18日 - ）は、日本の歌舞伎役者、子役。東京都出身。本名は武田 タケル。屋号は澤瀉屋。定紋は澤瀉鶴（おもだかづる）。所属事務所はスターダストプロモーション制作3部。父は三代目市川右團次。

## 人物
東京都出身。本名は武田タケル。2017年1月3日、新橋演舞場の公演『寿新春大歌舞伎』の初日に、父が三代目市川右團次を襲名すると同時に、父の前名である市川右近の2代目を襲名し、歌舞伎役者として初舞台を踏んだ。特技はルービックキューブ。
2019年7月、日曜劇場『ノーサイド・ゲーム』でテレビドラマに初出演。
2019年9月20日、ラグビーワールドカップ日本大会の開幕式で、父の右團次と連獅子を披露した。

## 出演

### テレビドラマ
- 日曜劇場『ノーサイド・ゲーム』（TBSテレビ、2019年7月7日 - 9月15日） - 君嶋博人 役[2]

### CM
- ハウス食品 ハウスバーモントカレー（元気大好き編）（2019年4月 - ）

### その他
- 痛快TVスカッとジャパン（フジテレビ、2020年2月3日）
- run for money 逃走中（フジテレビ、2020年8月30日、2021年5月5日）
- ラヴィット!（TBSテレビ、2021年8月20日）